# Матка-Ёль
Матка-Ёль — река в России, протекает по территории Троицко-Печорского района Республики Коми. Устье реки находится в 30 км от устья реки Саръю по левому берегу. Длина реки составляет 64 км, площадь водосборного бассейна — 392 км².
Исток реки в болотах к западу от возвышенности Высокая Парма (предгорья Северного Урала). Высота истока — 435 м над уровнем моря. Река течёт на юго-запад, русло сильно извилистое, в низовьях образует старицы. Высота устья — 133 м над уровнем моря. Всё течение проходит в ненаселённой холмистой тайге. Ширина реки не превышает на всём протяжении 10 м.

## Данные водного реестра
По данным государственного водного реестра России относится к Двинско-Печорскому бассейновому округу, водохозяйственный участок реки — Печора от истока до водомерного поста у посёлка Шердино, речной подбассейн реки — Бассейны притоков Печоры до впадения Усы. Речной бассейн реки — Печора.
Код объекта в государственном водном реестре — 03050100112103000059010.